# Chloridolum semicollinum
Chloridolum semicollinum là một loài bọ cánh cứng trong họ Cerambycidae.